# Robert Joseph Paton Williams
Robert Joseph Paton Williams FRS MBE, angleški kemik in akademik, * 25. februar 1926, † 21. marec 2015.

## Nagrade
- Kraljeva medalja (1995)